# ويليام والاس أليسون بيرن
ويليام والاس أليسون بيرن (بالإنجليزية: William Wallace Allison Burn)‏ هو طيار نيوزيلندي، ولد في 17 يوليو 1891، وتوفي في 30 يوليو 1915.